# Ottorino Sartor
Ottorino Sartor (Chançay, 18 settembre 1945 – Chancay, 2 giugno 2021) è stato un calciatore peruviano, di ruolo portiere.

## Carriera
Con la Nazionale peruviana ha preso parte ai Mondiali 1978.

## Palmarès

### Club

#### Competizioni nazionali
- Campionato peruviano: 1

Universitario: 1974

### Nazionale
- Campeonato Sudamericano de Football: 1

Copa América 1975